# マリノアシティ福岡

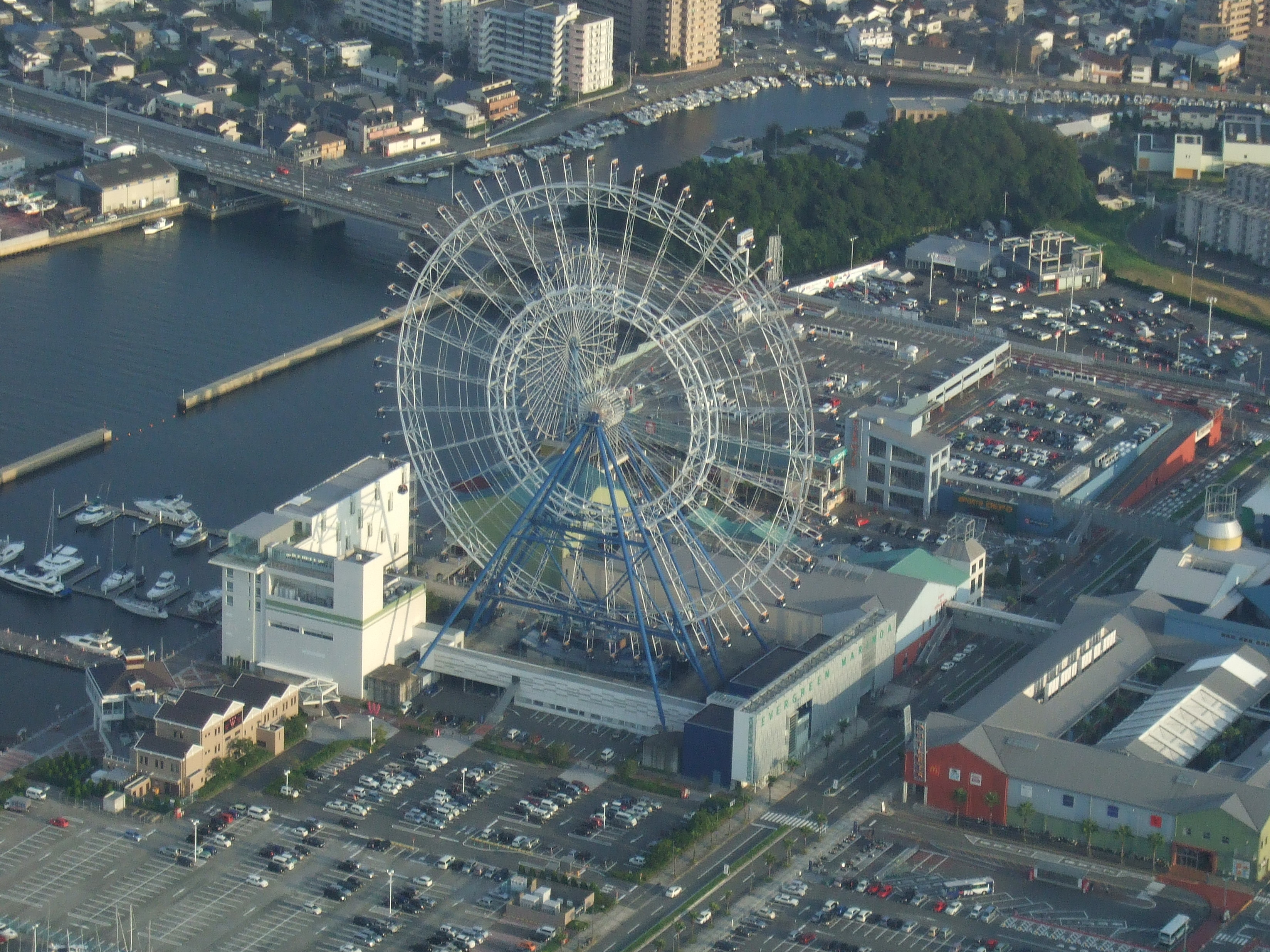
以前営業していたSky Dream Fukuoka（手前）と、現在営業中のスカイホイール（奥）

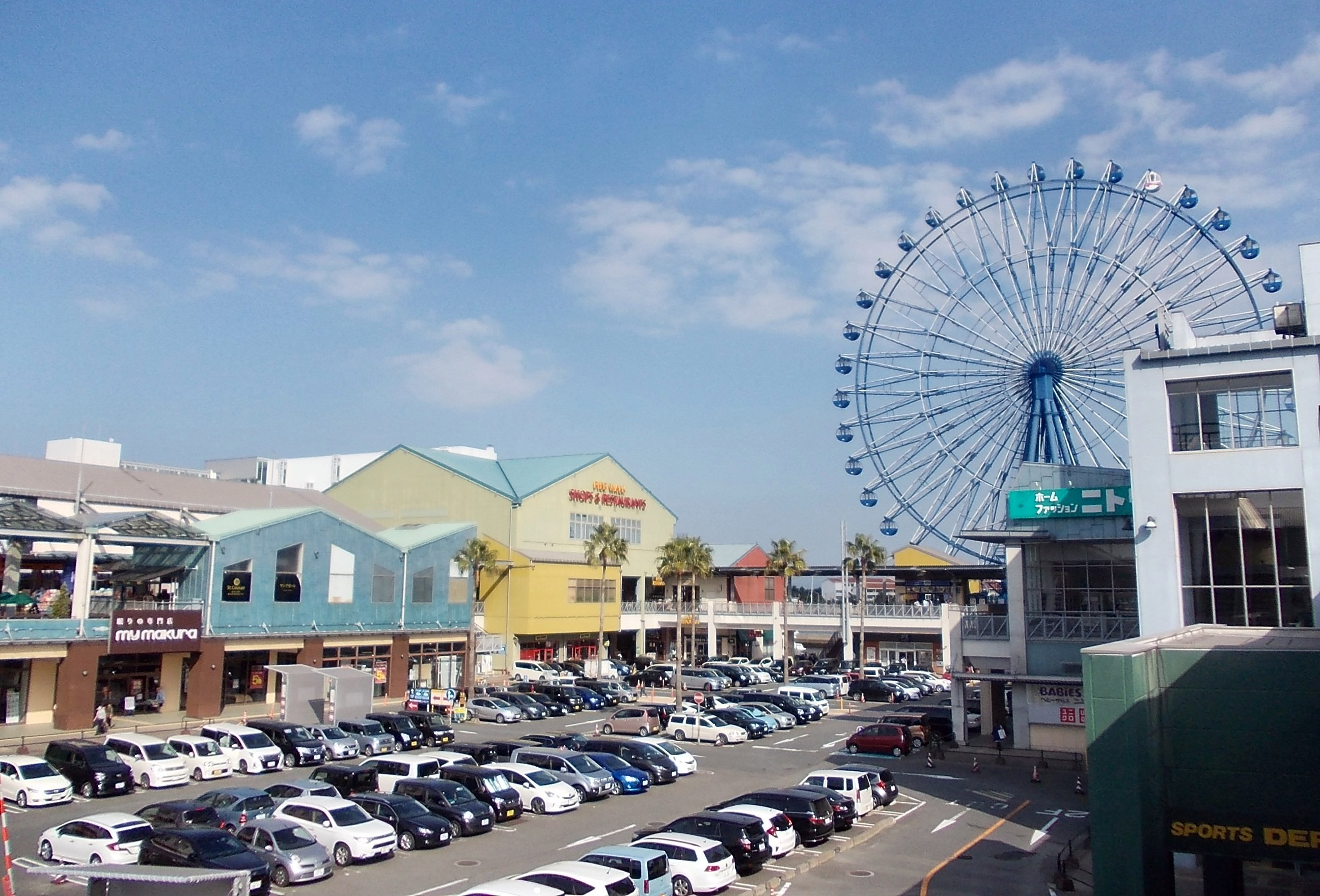
ショッピングゾーンとスカイホイール

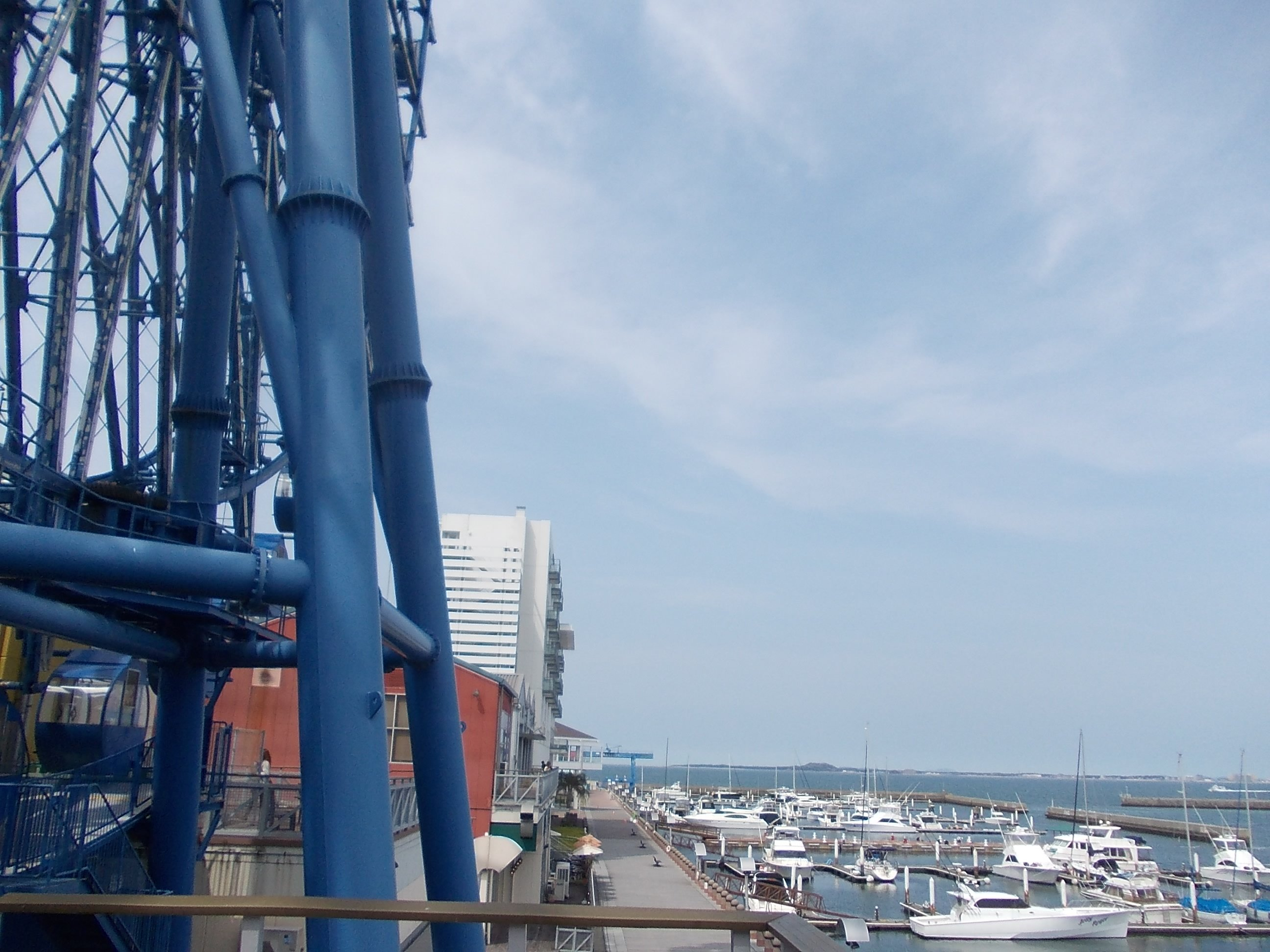
西福岡マリーナ

マリノアシティ福岡（マリノアシティふくおか）は、福岡市西区小戸二丁目にあったショッピングセンター。2000年（平成12年）10月に九州初の本格的なアウトレットモールとして開業。2024年（令和6年）8月18日をもって閉館した。

## 概要
エフ・ジェイ都市開発株式会社（2005年に福岡地所株式会社が吸収合併）により、2000年10月にオープンした。博多湾に面した位置にあり、敷地面積は8万5,200m2、施設の延床面積は8万1,400m2である。
施設内に「スカイホイール」という高さ60mの観覧車がある。2001年にスカイホイールの隣接地で、エバーグリーンマリノアホテルが運営する日本最大の高さ120mの観覧車「Sky Dream Fukuoka」が開業した。このため、大小2つの観覧車が双子状に隣接するという珍しいスポットであった。しかし「Sky Dream Fukuoka」は2009年9月26日をもって観覧車の営業を終了し、マリノアシティ福岡の所有するスカイホイール1基の営業となった。隣接する西福岡マリーナは、ふくおか・マリノア海の駅として国土交通省より海の駅に登録されている。
2004年7月と2007年9月に増築されており、2024年5月時点で約160店舗が入居する。
2004年にはベビー総合専門店「ベビーザらス」を中心とする「ファミリーワールド」が設置された。
また、2017年にはマリナサイド南棟1階のリニューアルが行われ、フードコートなどが設置された。
2024年5月16日、福岡地所は同年8月18日をもって施設を一時閉館し、三井不動産と共同で建て替えを検討することを発表した。ランドマークの観覧車「スカイホイール」も営業終了となり、撤去するかは改めて検討される。
建て替えの理由は、施設開業から24年が経過して老朽化したことと、周辺に大型ショッピングモールの進出が相次ぎ競争が激化したことで、2018年にはMARK IS 福岡ももち（三菱地所）、2022年にはららぽーと福岡（三井不動産）が開業したため、集客力向上には施設刷新が必要と判断された。跡地に建設される商業施設は三井アウトレットパークが有力とみられ、2027年頃の開業を目指すとしている。

## 施設概要
施設の概要は以下のとおり。
- 主な施設 : アウトレット店、大型専門店、飲食店、観覧車、アミューズメント他
- 所在地 : 福岡市西区小戸2丁目12番30号
- 開業 : 2000年（平成12年）10月
- 敷地面積 : 85,200m2[4]
- 延床面積 : 81,400m2[4]

なお、施設の敷地は広幅員の道路で東西に分かれており、北側と南側の連絡通路（歩道橋）により東側のマリナサイド棟と西側のアウトレット棟が2階で連結されている。

道路及び連絡通路の写真
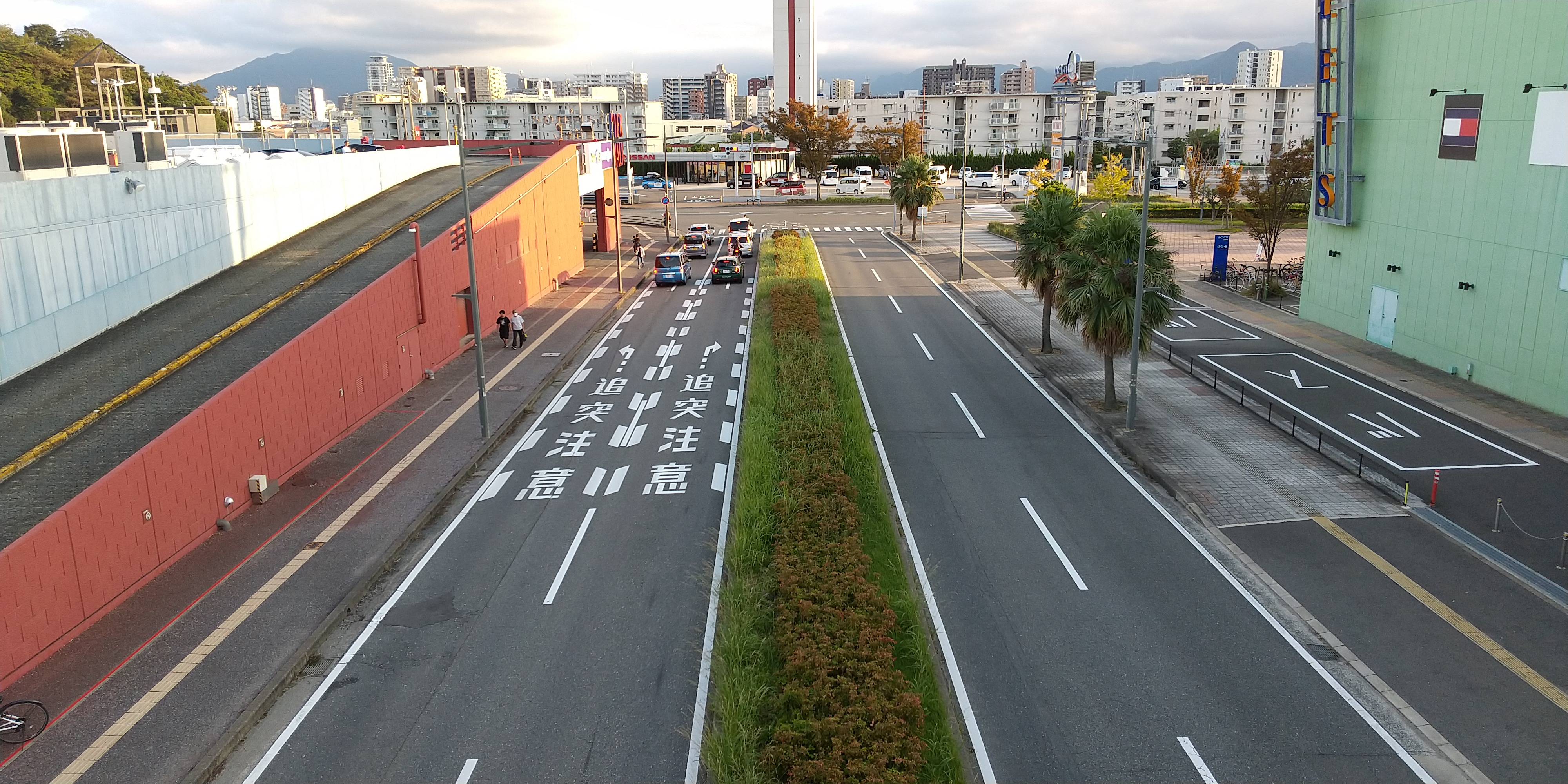
小戸3373号線、マリノアシティ福岡南連絡通路の南側
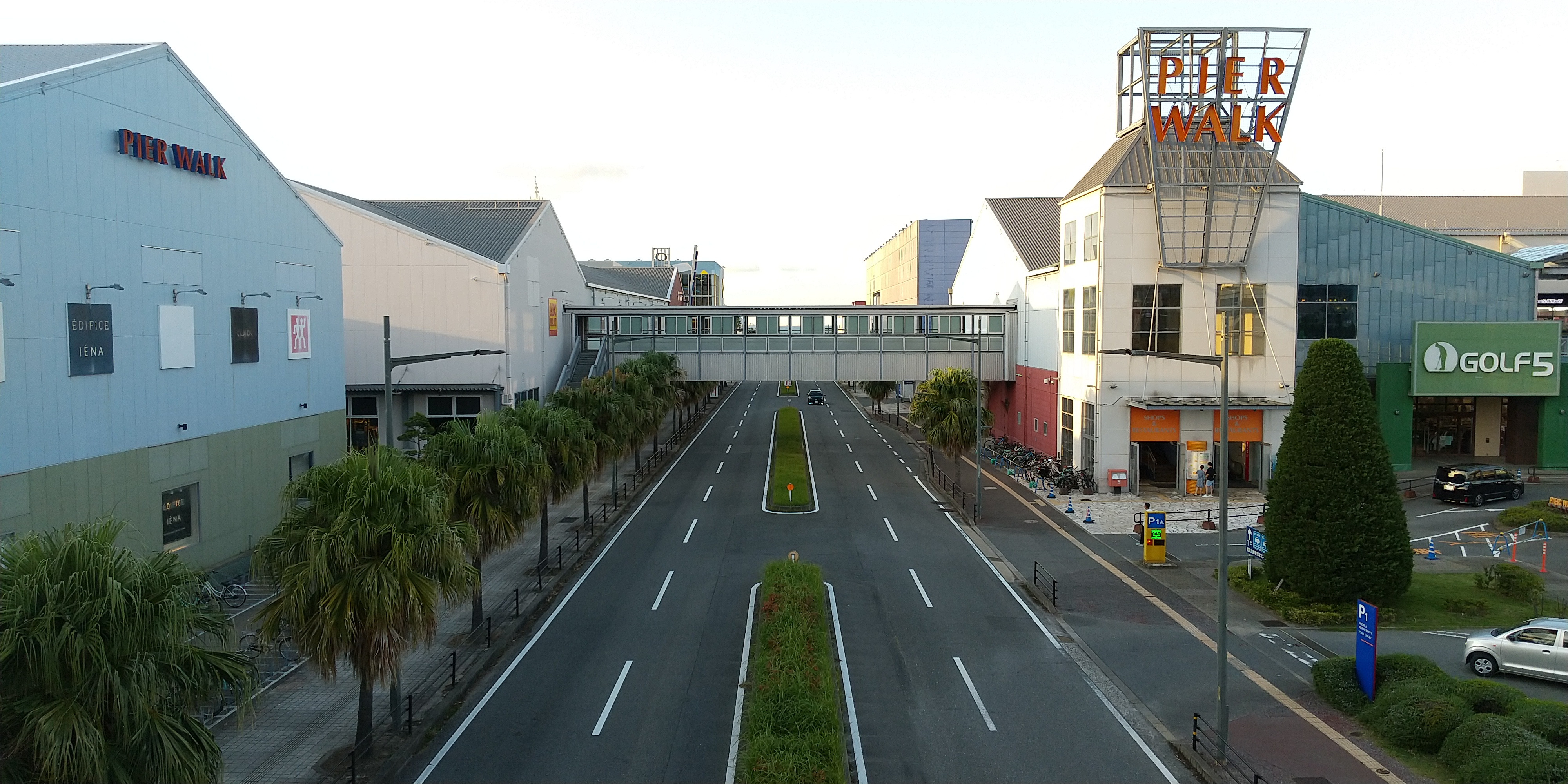
小戸3373号線、マリノアシティ福岡南連絡通路の北側
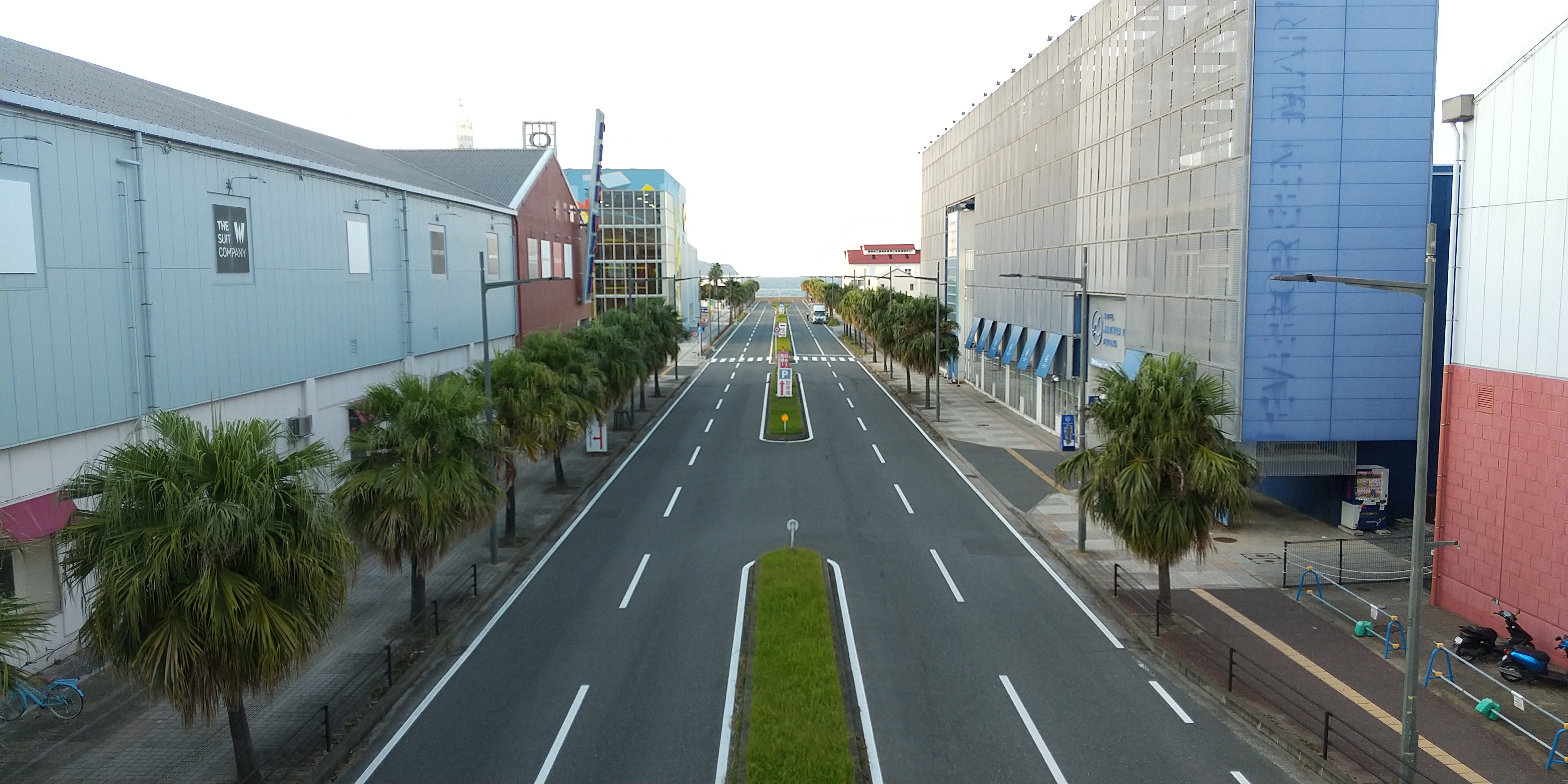
小戸3373号線、マリノアシティ福岡北連絡通路の北側

## 主なテナント
- ベビーザらス - 過去にミスターマックスが入居、2004年撤退
- スポーツデポ
- ニトリ - 過去にファディが入居、2002年撤退
- タイトーステーション
- マツモトキヨシ
- ジャパネットたかた
- ユニクロ - 撤退

## アクセス

### 路線バス
姪浜駅から
- 昭和バス（マリノアシティ福岡行き）に乗車、約15分

西鉄福岡（天神）駅から
- 西鉄バス 行先番号333番に乗車、約30分

博多駅から
- 西鉄バス 行先番号333番（天神・福岡PayPayドーム経由）に乗車、約40分
- 西鉄バス 行先番号9番（薬院・六本松・西新・藤崎経由）に乗車、約55分

### 無料送迎バス
2020年11月12日から、西新とマリノアシティ福岡を結ぶ無料送迎バス「クルットバス」が運行開始された。西新地区と、マリノアシティ福岡、温浴施設「小戸の湯どころ ヒナタの杜 CLUTT ODO」を結ぶ。午後12時台から8時台まで、1時間に1便程度運行される。平日と土休日で運行時刻が異なり、また土休日は姪浜ドライビングスクールを通過する便がある。車両は専用ラッピングの日産・シビリアン（自家用バス）を使用する。
停車場所は以下のとおり。
- 西新 (ローソン前) - 姪浜ドライビングスクール - マリノアシティ福岡 - ヒナタの杜 CLUTT ODO - マリノアシティ福岡 - 姪浜ドライビングスクール - 西新 (ローソン前)

## CM
- 奈緒（2012年 - 2014年）
- 今田美桜（2013年12月 - 2015年4月）